# 凯温·默勒
凯温·默勒（丹麥語：Kevin Møller，1989年6月20日—），丹麦男子手球运动员。他曾代表丹麦成年国家队参加2020年夏季奥林匹克运动会男子手球比赛，获得一枚银牌。